# Yksipuinen (ö i Nyland, Helsingfors, lat 60,34, long 23,88)
Yksipuinen är en ö i Finland. Den ligger i sjön Kirmusjärvi och i kommunen Lojo i den ekonomiska regionen  Helsingfors  och landskapet Nyland, i den södra delen av landet, 60 km väster om huvudstaden Helsingfors. Öns största längd är 60 meter i sydöst-nordvästlig riktning.